# مساحات صديقة للطفل

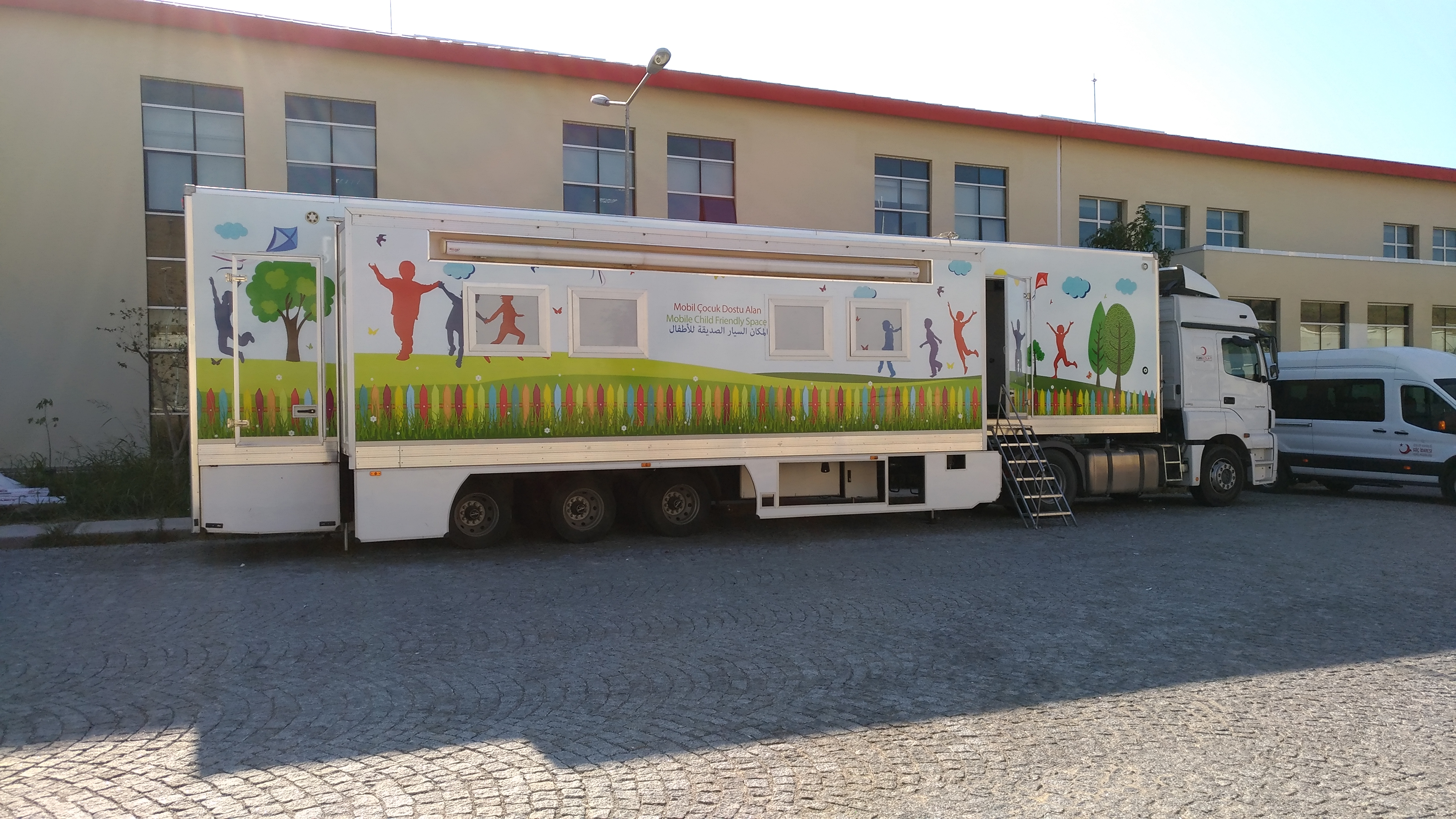

مساحات صديقة للطفل أو مساحات آمنة للطفل (بالإنجليزية: Child Friendly Spaces)‏ وتُدعى اختصارًا CFS، هي أماكن استُحدثت لتكون آمنة وفيها قواعد السلامة للأطفال في الحالات الطارئة والكوارث والحروب. الهدف منها استعادة الشعور بالحياة الطبيعية والاستمرارية للأطفال الذين يعيشون مجتمعات تعطلت بها الحياة الآمنة والطبيعية وتتعرض لكوارث طارئة مثل الحروب والكوارث الطبيعية والأزمات. فهي توفر للأطفال فرصًا للتطوير واللعب والتعلم وتعزيز المرونة والمهارات إما بعد حدوث أزمة أو خلال حالة طوارئ مطولة في بيئة آمنة وصديقة للطفل ومحفزة. المنظمات غير الحكومية أو الحكومية تُصمم وتشغل المساحات الصديقة بطرقة تعاونية وتشاركية، والتي تعتمد غالبًا في كثير من الأحيان على دعم المجتمع. وتكون الاستجابة ضمن برامج قصيرة إلى متوسطة الأجل وغالبًا ما تعمل في الخيام أو الهياكل المؤقتة مثل المخيمات والكرفانات. المساحات الصديقة للطفل يتم العمل بها وتصميمها في مواضيع حماية الطفل والعد والتدخل النفسي والاجتماعي في حالات الطوارئ. هناك سبب سبب واحد لشعبية المساحات الصديقة للطفل هو أنها توفر إمكانات قابلة للتكيف من الأنشطة إلى سياقات متنوعة والنشر السريع وانخفاض التكاليف النسبية.

## تسميات أخرى
المنظمات المختلفة تطلق على المساحات الصديقة للطفل أسماءً أخرى تتضمن نفس المعنى، مثل:
- مساحات الطفل المركزية (Child Centered Spaces).
- مساحات آمنة، مناطق آمنة للعب (Safe Spaces, Safe Play Areas).
- بيئات/مساحات صديقة للطفل (Child Friendly Spaces/Environments).

## التأسيس والخلفية
استُخدمت المساحات الصديقة للطفل بشكلٍ واسع عام 1999. بدأت كحق أساسي، ثُم طورت من اليونيسف لضمان حقوق الطفل بالنجاة والتنمية والتطوير والتعاون والحماية، وخاصةً في أوقات الطوارئ والحروب والأزمات وعدم الاستقرار. في أبريل 1999 منظمة اليونيسيف أطلقت أول برنامج لها في المساحات الآمنة للطفل في حرب كوسوفو في ألبانيا. وعلى التوالي استُخدمت مخيمات للمساحات الأمنة للطفل خلال الهزة الأرضية في تركيا. ثم أصبحت جزء أساسيًا من المساعدات الإنسانية المستخدمة في أنغولا، تشاد، كولومبيا، الدنمارك، تيمور الشرقية، السلفادور، إثيوبيا، فنلندا، ألمانيا، اليونان، الهند، إيران، العراق، إيران، الأردن، لبنان، ليبيريا، مالي، روسيا، الضفة الغربية وقطاع غزة، باكستان، باراغواي، الفلبين، صربيا، الصومال، إسبانيا، سوريا، تنزانيا، تركيا، أوغندا ودولٍ أخرى.

## الاهداف
الهدف من المساحات الامنة والصديقة للاطفال: 
- اعطاء فرصة للأطفال للتعلم واللعب وتطوير وبناء حياتهم والعودة للحياة الطبيعية وتوفير التسلية وبناء وتطوير افكارة وابتكارة
- ايجاد وسائل تساعد الأطفال الذين يتعرضون للخوف والرعب من جراء الأزمات والحالات الطارئة
- تقديم الدعم النفسي للأطفال وتهيئة بيئة مناسبة للإحساس بالطفولة وازالة كافة أنواع الضغوط النفسية والعقلية والجسمية
- توفير حياة طبيعية وتقوية العلاقات وفن الحديث والحوار والتعبير عن الرأي والأمل والتفائل من خلال سرد القصص الهادفة والرسم المعبر
- تأهيل الأطفال الذين يتعرضون للعنف الجسدي والعقوبات العاطفية والنفسية والانفصال عن الوالدين والعائلة والناجين من عنف المجاميع المسلحة واولئك الأطفال الذين يتعرضون للعنف على اساس الجنس.

## الأنشطة
المساحات الصديقة للطفل هي برامج مُتكاملة تُزود الأطفال بإمكانية الوصول إلى نطاقٍ معين من الخدمات والأنشطة المُختلفة حسب السياق أو الموضوع، وتشمل أيضًا فُرص الترفيه المُنظمة ومجموعات اللعب وخدمات دعم الأقران والفصول العلاجية. بعض البرامج تتضمن أنشطة دينية وروحانية.

## التأثير والفعالية
شاركت منظمة الرؤية العالمية وجامعة كولومبيا بالتعاون مع أنقذوا الأطفال واليونيسف وغيرها، في مشروعٍ تعاوني مدته 3 سنوات، يهدف إلى توثيق نتائج وآثار المساحات الصديقة للطفل، حيث وجدوا أنها تُفيد الأطفال، ولكنه مدى تأثيرها يختلف على نطاقٍ واسع. في العديد من السياقات، تُوفر المساحات الصديقة للطفل أساسًا للتأثير الإيجابي على حياة الأطفال، ولكن تأثيرها عادةً ما يكون ضئيل، كما وجدَ أنَّ الأطفال الأصغر سنًا يميلون إلى المشاركة في هذه المساحات وإظهار تَأثر أكبر بها. لم تكن هُناك دراسات طويلة لتقييم الآثار طويلة الأجل للمساحات صديقة الطفل على الأطفال.

## انظر ايضاً
- حماية الطفل

- مساعدات إنسانية
- مشروع مكاني (منظمة اليونيسيف)

## روابط خارجية
- دليل المساحات الصديقة للطفل